# Diego Benaglio
Diego Benaglio (Zürich, 8 september 1983) is een Zwitsers voetballer die fungeert als doelman. Hij verruilde VfL Wolfsburg in juli 2017 voor AS Monaco. Benaglio debuteerde in juni 2006 in het Zwitsers voetbalelftal, waarvoor hij in juli 2014 zijn laatste interland speelde.

## Clubcarrière
Benaglio's carrière begon bij Grasshopper-Club Zürich. Na daar enkele seizoenen gespeeld te hebben, verkaste hij naar VfB Stuttgart. Drie jaar daarna ging hij naar CD Nacional. Hier werd hij eerste keus na de transfer van Henrique Hilário naar Chelsea. Benaglio keerde in de winter van 2008 terug in de Duitse competitie bij VfL Wolfsburg. Op 29 januari 2008 maakte hij zijn debuut en loodste hij zijn ploeg naar de kwartfinale van de DFB-Pokal 2007/08. In het seizoen 2008/09 won Benaglio met Wolfsburg de landstitel. Hij speelde in dat seizoen mee in 31 competitieduels en zeven wedstrijden in de UEFA Cup, waarin Paris Saint-Germain in de derde ronde Wolfsburg uitschakelde. Benaglio speelde in het seizoen 2014/15 twaalf wedstrijden in de Europa League; niet eerder kwam hij zo vaak in één seizoen op Europees clubniveau in actie. Wolfsburg verloor in de kwartfinale van SSC Napoli.

## Clubstatistieken
| Seizoen | Club          | Competitie        | Duels | Goals |
| ------- | ------------- | ----------------- | ----- | ----- |
| 2001/02 | Grasshopper   | Axpo Super League | 0     | 0     |
| 2002/03 | VfB Stuttgart | Bundesliga        | 0     | 0     |
| 2003/04 | VfB Stuttgart | Bundesliga        | 0     | 0     |
| 2004/05 | VfB Stuttgart | Bundesliga        | 0     | 0     |
| 2005/06 | CD Nacional   | SuperLiga         | 23    | 0     |
| 2006/07 | CD Nacional   | SuperLiga         | 30    | 0     |
| 2007/08 | CD Nacional   | SuperLiga         | 16    | 0     |
| 2007/08 | VfL Wolfsburg | Bundesliga        | 17    | 0     |
| 2008/09 | VfL Wolfsburg | Bundesliga        | 31    | 0     |
| 2009/10 | VfL Wolfsburg | Bundesliga        | 22    | 0     |
| 2010/11 | VfL Wolfsburg | Bundesliga        | 28    | 0     |
| 2011/12 | VfL Wolfsburg | Bundesliga        | 32    | 0     |
| 2012/13 | VfL Wolfsburg | Bundesliga        | 34    | 0     |
| 2013/14 | VfL Wolfsburg | Bundesliga        | 29    | 0     |
| 2014/15 | VfL Wolfsburg | Bundesliga        | 31    | 0     |
| 2015/16 | VfL Wolfsburg | Bundesliga        | 21    | 0     |
| 2016/17 | VfL Wolfsburg | Bundesliga        | 14    | 0     |
| 2017/18 | AS Monaco     | Ligue 1           | 3     | 0     |
| 2018/19 | AS Monaco     | Ligue 1           | 23    | 0     |
| 2019/20 | AS Monaco     | Ligue 1           | 0     | 0     |
| Totaal  | Totaal        | Totaal            | 354   | 0     |

## Interlandcarrière
Benaglio werd in 2006 voor het eerst opgeroepen voor Zwitserse nationale elftal en ging dat jaar als derde doelman mee naar het wereldkampioenschap voetbal 2006, achter Pascal Zuberbühler en Fabio Coltorti. Onder leiding van bondscoach Köbi Kuhn maakte hij zijn debuut op 3 juni 2006 in de vriendschappelijke thuiswedstrijd tegen China (4–1). Hij viel in dat duel na rust in voor Pascal Zuberbühler. Voor het Europees kampioenschap voetbal 2008 in zijn thuisland werd Benaglio gepromoveerd tot eerste keuze in het Zwitserse doel. In die hoedanigheid was hij twee jaar later ook actief op het wereldkampioenschap voetbal 2010. Benaglio nam met het Zwitsers olympisch voetbalelftal onder leiding van bondscoach Pierluigi Tami deel aan de Olympische Spelen van 2012 in Londen. Hij was een van de drie dispensatiespelers in de selectie, die in de voorronde werd uitgeschakeld na een gelijkspel tegen Gabon (1–1) en nederlagen tegen Zuid-Korea (1–2) en Mexico (0–1). In mei 2014 werd Benaglio door bondscoach Ottmar Hitzfeld opgenomen in de selectie voor het wereldkampioenschap voetbal 2014 in Brazilië. Toenmalig clubgenoten Luiz Gustavo (Brazilië), Ivan Perišić en Ivica Olić (Kroatië), Vieirinha (Portugal), Kevin De Bruyne (België) en Ricardo Rodríguez (Zwitserland) waren ook actief op het toernooi. Benaglio speelde mee in alle wedstrijden van Zwitserland op het toernooi. Nadat op 15 juni 2014 in de eerste wedstrijd Ecuador met 1–2 werd verslagen, incasseerde Benaglio vijf dagen later vijf doelpunten in het groepsduel tegen Frankrijk (5–2). Op 1 juli 2014 verloor hij met Zwitserland de achtste finale van latere finalist Argentinië, nadat Ángel di María twee minuten voor afloop van de verlenging Benaglio passeerde. Na de uitschakeling op het toernooi kondigde Benaglio aan zijn interlandcarrière te beëindigen.
| Interlands van Diego Benaglio voor Zwitserland | Interlands van Diego Benaglio voor Zwitserland | Interlands van Diego Benaglio voor Zwitserland | Interlands van Diego Benaglio voor Zwitserland | Interlands van Diego Benaglio voor Zwitserland | Interlands van Diego Benaglio voor Zwitserland |
| №                                              | Datum                                          | Wedstrijd                                      | Uitslag                                        | Competitie                                     | Goals                                          |
| ---------------------------------------------- | ---------------------------------------------- | ---------------------------------------------- | ---------------------------------------------- | ---------------------------------------------- | ---------------------------------------------- |
| 1                                              | 3 juni 2006                                    | Zwitserland – China                            | 4–1                                            | Vriendschappelijk                              |                                                |
| 2                                              | 2 september 2006                               | Zwitserland – Venezuela                        | 1–0                                            | Vriendschappelijk                              |                                                |
| 3                                              | 6 september 2006                               | Zwitserland – Costa Rica                       | 2–0                                            | Vriendschappelijk                              |                                                |
| 4                                              | 11 oktober 2006                                | Oostenrijk – Zwitserland                       | 2–1                                            | Vriendschappelijk                              |                                                |
| 5                                              | 7 februari 2007                                | Duitsland – Zwitserland                        | 3–1                                            | Vriendschappelijk                              |                                                |
| 6                                              | 2 juni 2007                                    | Zwitserland – Argentinië                       | 1–1                                            | Vriendschappelijk                              |                                                |
| 7                                              | 11 september 2007                              | Zwitserland – Japan                            | 3–4                                            | Vriendschappelijk                              |                                                |
| 8                                              | 20 november 2007                               | Zwitserland – Nigeria                          | 0–1                                            | Vriendschappelijk                              |                                                |
| 9                                              | 6 februari 2008                                | Engeland – Zwitserland                         | 2–1                                            | Vriendschappelijk                              |                                                |
| 10                                             | 26 maart 2008                                  | Zwitserland – Duitsland                        | 0–4                                            | Vriendschappelijk                              |                                                |
| 11                                             | 24 mei 2008                                    | Zwitserland – Slowakije                        | 2–0                                            | Vriendschappelijk                              |                                                |
| 12                                             | 30 mei 2008                                    | Zwitserland – Liechtenstein                    | 3–0                                            | Vriendschappelijk                              |                                                |
| 13                                             | 7 juni 2008                                    | Zwitserland – Tsjechië                         | 0–1                                            | EK 2008                                        |                                                |
| 14                                             | 11 juni 2008                                   | Zwitserland – Turkije                          | 1–2                                            | EK 2008                                        |                                                |
| 15                                             | 6 september 2008                               | Israël – Zwitserland                           | 2–2                                            | WK-kwalificatie                                |                                                |
| 16                                             | 10 september 2008                              | Zwitserland – Luxemburg                        | 1–2                                            | WK-kwalificatie                                |                                                |
| 17                                             | 11 oktober 2008                                | Zwitserland – Letland                          | 2–1                                            | WK-kwalificatie                                |                                                |
| 18                                             | 15 oktober 2008                                | Griekenland – Zwitserland                      | 1–2                                            | WK-kwalificatie                                |                                                |
| 19                                             | 28 maart 2009                                  | Moldavië – Zwitserland                         | 0–2                                            | WK-kwalificatie                                |                                                |
| 20                                             | 1 april 2009                                   | Zwitserland – Moldavië                         | 2–0                                            | WK-kwalificatie                                |                                                |
| 21                                             | 12 augustus 2009                               | Zwitserland – Italië                           | 0–0                                            | Vriendschappelijk                              |                                                |
| 22                                             | 5 september 2009                               | Zwitserland – Griekenland                      | 2–0                                            | WK-kwalificatie                                |                                                |
| 23                                             | 9 september 2009                               | Letland – Zwitserland                          | 2–2                                            | WK-kwalificatie                                |                                                |
| 24                                             | 10 oktober 2009                                | Luxemburg – Zwitserland                        | 0–3                                            | WK-kwalificatie                                |                                                |
| 25                                             | 14 november 2009                               | Zwitserland – Noorwegen                        | 0–1                                            | Vriendschappelijk                              |                                                |
| 26                                             | 1 juni 2010                                    | Zwitserland – Costa Rica                       | 0–1                                            | Vriendschappelijk                              |                                                |
| 27                                             | 5 juni 2010                                    | Zwitserland – Italië                           | 1–1                                            | Vriendschappelijk                              |                                                |
| 28                                             | 16 juni 2010                                   | Spanje – Zwitserland                           | 0–1                                            | WK 2010                                        |                                                |
| 29                                             | 21 juni 2010                                   | Chili – Zwitserland                            | 1–0                                            | WK 2010                                        |                                                |
| 30                                             | 25 juni 2010                                   | Zwitserland – Honduras                         | 0–0                                            | WK 2010                                        |                                                |
| 31                                             | 11 augustus 2010                               | Oostenrijk – Zwitserland                       | 0–1                                            | Vriendschappelijk                              |                                                |
| 32                                             | 7 september 2010                               | Zwitserland – Engeland                         | 1–3                                            | EK-kwalificatie                                |                                                |
| 33                                             | 12 oktober 2010                                | Zwitserland – Wales                            | 4–1                                            | EK-kwalificatie                                |                                                |
| 34                                             | 9 februari 2011                                | Malta – Zwitserland                            | 0–0                                            | Vriendschappelijk                              |                                                |
| 35                                             | 4 juni 2011                                    | Engeland – Zwitserland                         | 2–2                                            | EK-kwalificatie                                |                                                |
| 36                                             | 10 augustus 2011                               | Liechtenstein – Zwitserland                    | 1–2                                            | Vriendschappelijk                              |                                                |
| 37                                             | 6 september 2011                               | Zwitserland – Bulgarije                        | 3–1                                            | EK-kwalificatie                                |                                                |
| 38                                             | 7 oktober 2011                                 | Wales – Zwitserland                            | 2–0                                            | EK-kwalificatie                                |                                                |
| 39                                             | 11 oktober 2011                                | Zwitserland – Montenegro                       | 2–0                                            | EK-kwalificatie                                |                                                |
| 40                                             | 11 november 2011                               | Nederland – Zwitserland                        | 0–0                                            | Vriendschappelijk                              |                                                |
| 41                                             | 15 november 2011                               | Luxemburg – Zwitserland                        | 0–1                                            | Vriendschappelijk                              |                                                |
| 42                                             | 29 februari 2012                               | Zwitserland – Argentinië                       | 1–3                                            | Vriendschappelijk                              |                                                |
| 43                                             | 26 mei 2012                                    | Zwitserland – Duitsland                        | 5–3                                            | Vriendschappelijk                              |                                                |
| 44                                             | 15 augustus 2012                               | Kroatië – Zwitserland                          | 2–4                                            | Vriendschappelijk                              |                                                |
| 45                                             | 7 september 2012                               | Slovenië – Zwitserland                         | 0–2                                            | WK-kwalificatie                                |                                                |
| 46                                             | 11 september 2012                              | Zwitserland – Albanië                          | 2–0                                            | WK-kwalificatie                                |                                                |
| 47                                             | 12 oktober 2012                                | Zwitserland – Noorwegen                        | 1–1                                            | WK-kwalificatie                                |                                                |
| 48                                             | 16 oktober 2012                                | IJsland – Zwitserland                          | 0–2                                            | WK-kwalificatie                                |                                                |
| 49                                             | 8 juni 2013                                    | Zwitserland – Cyprus                           | 1–0                                            | WK-kwalificatie                                |                                                |
| 50                                             | 14 augustus 2013                               | Zwitserland – Brazilië                         | 1–0                                            | Vriendschappelijk                              |                                                |
| 51                                             | 6 september 2013                               | Zwitserland – IJsland                          | 4–4                                            | WK-kwalificatie                                |                                                |
| 52                                             | 10 september 2013                              | Noorwegen – Zwitserland                        | 0–2                                            | WK-kwalificatie                                |                                                |
| 53                                             | 11 oktober 2013                                | Albanië – Zwitserland                          | 1–2                                            | WK-kwalificatie                                |                                                |
| 54                                             | 15 november 2013                               | Zuid-Korea – Zwitserland                       | 2–1                                            | Vriendschappelijk                              |                                                |
| 55                                             | 5 maart 2014                                   | Zwitserland – Kroatië                          | 2–2                                            | Vriendschappelijk                              |                                                |
| 56                                             | 30 mei 2014                                    | Zwitserland – Jamaica                          | 1–0                                            | Vriendschappelijk                              |                                                |
| 57                                             | 3 juni 2014                                    | Zwitserland – Peru                             | 2–0                                            | Vriendschappelijk                              |                                                |
| 58                                             | 15 juni 2014                                   | Zwitserland – Ecuador                          | 2–1                                            | WK 2014                                        |                                                |
| 59                                             | 20 juni 2014                                   | Zwitserland – Frankrijk                        | 2–5                                            | WK 2014                                        |                                                |
| 60                                             | 25 juni 2014                                   | Honduras – Zwitserland                         | 0–3                                            | WK 2014                                        |                                                |
| 61                                             | 1 juli 2014                                    | Argentinië – Zwitserland                       | 1–0                                            | WK 2014                                        |                                                |

## Erelijst
| Kampioen Bundesliga | 1x | 2008/09 |
| DFB Pokal           | 1x | 2014/15 |